# Emil Sandin
Emil Sandin (* 28. Februar 1988 in Uppsala) ist ein schwedischer Eishockeyspieler, der seit 2011 bei Rögle BK in der HockeyAllsvenskan unter Vertrag steht.    

## Karriere
Emil Sandin begann seine Karriere als Eishockeyspieler in der Jugend von Brynäs IF, in der er alle Nachwuchskategorien durchlief, ehe er für Brynäs Profimannschaft in der Saison 2007/08 sein Debüt in der Elitserien gab. Dabei verbuchte der Flügelspieler in seinem Rookiejahr in 19 Spielen vier Vorlagen. Anschließend wurde er im NHL Entry Draft 2008 in der siebten Runde als insgesamt 199. Spieler von den Ottawa Senators ausgewählt. Zunächst blieb der Linksschütze jedoch beim Brynäs IF, für den er in seiner ersten kompletten Profispielzeit in der Saison 2008/09 in insgesamt 57 Spielen 17 Scorerpunkte, darunter sechs Tore, erzielte.
Zur Saison 2011/12 wurde Sandin vom Rögle BK aus der HockeyAllsvenskan, der zweiten schwedischen Spielklasse, verpflichtet. 

## Elitserien-Statistik
(Stand: Ende der Saison 2010/11)